# Nikolaus II Bernoulli

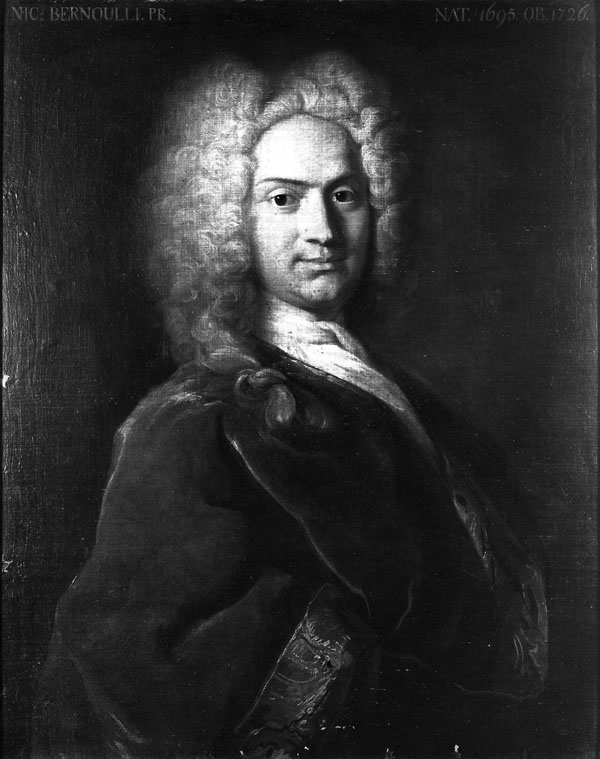
Johann Rudolf Huber, Bildnis Nikolaus II Bernoulli (1723).

Nikolaus II Bernoulli (* 27. Januarjul. / 6. Februar 1695greg. in Basel; † 29. Julijul. / 9. August 1726greg. in St. Petersburg) war ein Mathematiker und Jurist aus der Familie Bernoulli.

## Leben
Er war der Sohn von Johann I Bernoulli und der ältere Bruder von Daniel Bernoulli, den er auch in Mathematik unterrichtete, und von Johann II Bernoulli. Schon als Jugendlicher besass er Kenntnisse mehrerer Sprachen. Ab dem Alter von 13 Jahren studierte er an der Universität Basel Mathematik und Recht. 1711 wurde er Magister der Philosophie; 1715 promovierte er in Jura. 1716–17 hielt er sich als Hauslehrer in Venedig auf. Er diente seinem Vater als Assistent u. a. in dem Briefwechsel zum Prioritätsstreit zwischen Isaac Newton und Leibniz, und auch in einem Prioritätsstreit zwischen seinem Vater und dem englischen Mathematiker Brook Taylor. 1720 stellte er das Problem der reziproken Orthogonaltrajektorien, das als Herausforderung an die englischen Newtonianer gedacht war. Ab 1723 war er Rechtsprofessor an der Berner Oberen Schule. 1725 wurde er zusammen und auf dessen Betreiben mit seinem Bruder Daniel, mit dem er zu dieser Zeit Italien und Frankreich bereiste, durch Peter den Großen an die neu gegründete Akademie von St. Petersburg berufen. Dort diskutierte er mit seinem Bruder Daniel das Sankt-Petersburg-Paradoxon der Wahrscheinlichkeitsrechnung, über das dann sein Bruder mehrere Abhandlungen schrieb. Acht Monate nach seiner Berufung erkrankte er an Fieber und starb. Seine Professur übernahm 1727 Leonhard Euler, den die Bernoulli-Brüder empfohlen hatten.
Er ist ein Cousin von Nikolaus I Bernoulli, der auf ähnlichem Gebiet arbeitete.